# Jonesiobryum sphaerocarpum
Jonesiobryum sphaerocarpum là một loài rêu trong họ Rhachitheciaceae. Loài này được Bizot ex B. H. Allen & R.A. Pursell mô tả khoa học đầu tiên năm 1991.